# Supernatural: The Animation
Supernatural: The Animation (スーパーナチュラル・ザ・アニメーション Sūpānachuraru za animēshon?) es una serie de anime basada en la serie de television del mismo nombre creado por Eric Kripke. Emitida simultáneamente a partir del 23 de febrero de 2011 en Japón y Estados Unidos.
La serie fue producida por el estudio de anime Madhouse y dirigida por Atsuko Ishizuka y Shigeyuki Miya. La historia de la serie de animación se centra en las dos primeras temporadas de la serie de televisión Supernatural, e incluye historias y escenas nunca vistas.

## Argumento
Sam y Dean Winchester son dos hermanos que trabajan como "cazafantasmas" y otras criaturas. Viajan por los distintos estados federales de Estados Unidos en un intento de encontrar a su padre, la única familia que les queda tras la muerte de su madre en misteriosas circunstancias.
En el transcurso de sus aventuras, se enfrentan cara a cara con monstruos de todo tipo, desde fantasmas a cambiaformas.

## Personajes
Sam Winchester (サム・ウィンチェスター?)
Es el hermano pequeño de Dean. Como estudiante universitario, tiene que dejar sus estudios para ayudar a su hermano a cazar monstruos. En su búsqueda de su padre, tendrán que enfrentarse a situaciones peligrosas. De natural tranquilo, sereno y serio, está profundamente herido por la muerte de su madre, que falleció ante sus ojos cuando él era un bebé. Luego vino la muerte de su novia, a la que vio prenderse fuego encima de su cama. Poco a poco, Sam parece revelar poderes premonitorios.
Dean Winchester (ディーン・ウィンチェスター?)
Es el hermano mayor de Sam. Iniciado en la profesión de "cazafantasmas" a una edad temprana, pide ayuda a Sam para encontrar a su padre. Ambos tendrán que enfrentarse a situaciones inimaginables. A diferencia de su hermano, Dean es un personaje jovial que disfruta de la compañía de mujeres hermosas. La familia es muy importante para él.
Mary Winchester (メアリー・ウィンチェスター?)
Es la madre de Sam y Dean. Una noche, en su casa, la queman viva. Incapaz de abandonar el hogar familiar, vive allí como un espíritu. Tiene que cazar poltergeist atraídos por la energía negativa de su asesino. Cuando vuelve a ver a sus hijos, por fin puede marcharse.
John Winchester (ジョン・ウィンチェスター?)
Es el padre de Sam y Dean. Tras la muerte de su esposa, comienza a cazar fantasmas y otras criaturas mientras intenta encontrar al asesino de su mujer. Le acompaña Dean pero acabará desapareciendo sin dejar rastro. Guiará a sus hijos dejándoles un libro con la lista de todos los monstruos y las formas de derrotarlos.
Bobby Singer (ボビー・シンガー?)
Es amigo de John Winchester. Ayuda a los Winchester a salir de apuros. Es dueño de un taller donde los hermanos Winchester van a reparar su Chevrolet Impala de 1967. Los conocimientos de Bobby Singer sobre demonios son inmensos.
Meg Masters (メグ・マスターズ?)
Se convirtió en enemiga de los Winchester. Al principio, era una niña cuya frágil salud la habría llevado a una muerte segura. Pero su madre, una devota cristiana, decidió vender su alma al diablo a cambio de la vida de su hija. Después de que su madre reciba dos disparos en el cuerpo por parte de Bobby Singer, Meg Masters acaba siendo habitada por un espíritu demoníaco..
Jessica Moore (ジェシカ・ムーア?)
Es la novia de Sam. Sin embargo, es asesinada en extrañas circunstancias, similares a la muerte de la madre de los hermanos Winchester.
Missouri Mosely (ミズーリ・モズリー?)
Es una médium que fue contactada por John Winchester para encontrar al espíritu que mató a su esposa. Sam y Dean vuelven a recurrir a ella para averiguar qué clase de espíritu ronda su vieja casa.
Jason (ジェイソン?)
Es un sádico cazador de vampiros. Disfruta matando y no tiene amigos ni enemigos. Sólo le interesa matar.

## Reparto
| Personaje       | Actor de voz original Japón | Actor de voz Estados Unidos |
| --------------- | --------------------------- | --------------------------- |
| Sam Winchester  | Yūya Uchida                 | Jared Padalecki             |
| Dean Winchester | Hiroki Tôchi                | Annakin Slayd               |
| Dean Winchester | Hiroki Tôchi                | Jensen Ackles               |
| Bobby Singer    | Takashi Taniguchi           | Harry Standjofski           |
| Meg Masters     |                             | Erin Agostino               |
| Jessica Moore   | Mie Sonozaki                | Angela Galuppo              |
| Missouri Mosely | Seikko Tamura               | Lucinda Davis               |
| Jason           | Kinryû Arimoto              |                             |

## Episodios

### Primera temporada[3]
- The Alter Ego (Mō Hitori no Jibun)
- Roadkill (Shi e no Drive)
- Home (Hajimari no Basho)
- Ghost on the Highway (Highway no Bōrei)
- Savage Blood (Yajū no Chi)
- Till Death Do Us Part (Chi Mamire Mary)
- Temptation of the Demon (Akuma no Yūwaku)
- Everlasting Love (Eien no Ai)
- The Spirit of Vegas (Vegas no Kami-sama)
- Moonlight (Gekkō)
- Nightmare (Akumu Futatabi)
- Darkness Calling (Kodoku na Senshi)
- What Lives in the Lake (Mizu ni Sumu Mono)
- Reunion (Saikai)
- Devil's Trap (Akuma no Wana)
- In My Time of Dying (Wakare)
- Rising Son (Yō ga Noboru Basho)
- Crossroad (Jigoku no Ryōken)
- Loser (Okubyōmono)
- What Is and What Shōld Never Be (Mō Hitotsu no Sekai)
- All Hell Breaks Loose, Part 1 (Erabareshi Mono-tachi [Zenpen])
- All Hell Breaks Loose, Part 2 (All Hell Breaks Loose, [Part 2])

## Banda sonora
La canción principal es Carry On Wayward Son. Interpretada por el grupo Kansas, está cantada por Naoki Takao. La canción del final del anime, In My Head, fue compuesta por el cantante Jung Yong Hwa, del grupo surcoreano CN Blue.

## Recepción
En IMDb, la serie tiene un índice de aprobación de 7,3/10 basado en 2,5k críticas.